# Myrsine helleri
Myrsine helleri är en viveväxtart som först beskrevs av Deg. och Deg., och fick sitt nu gällande namn av Harold St.John. Myrsine helleri ingår i släktet Myrsine och familjen viveväxter. IUCN kategoriserar arten globalt som sårbar. Inga underarter finns listade i Catalogue of Life.